# Oberteuringen

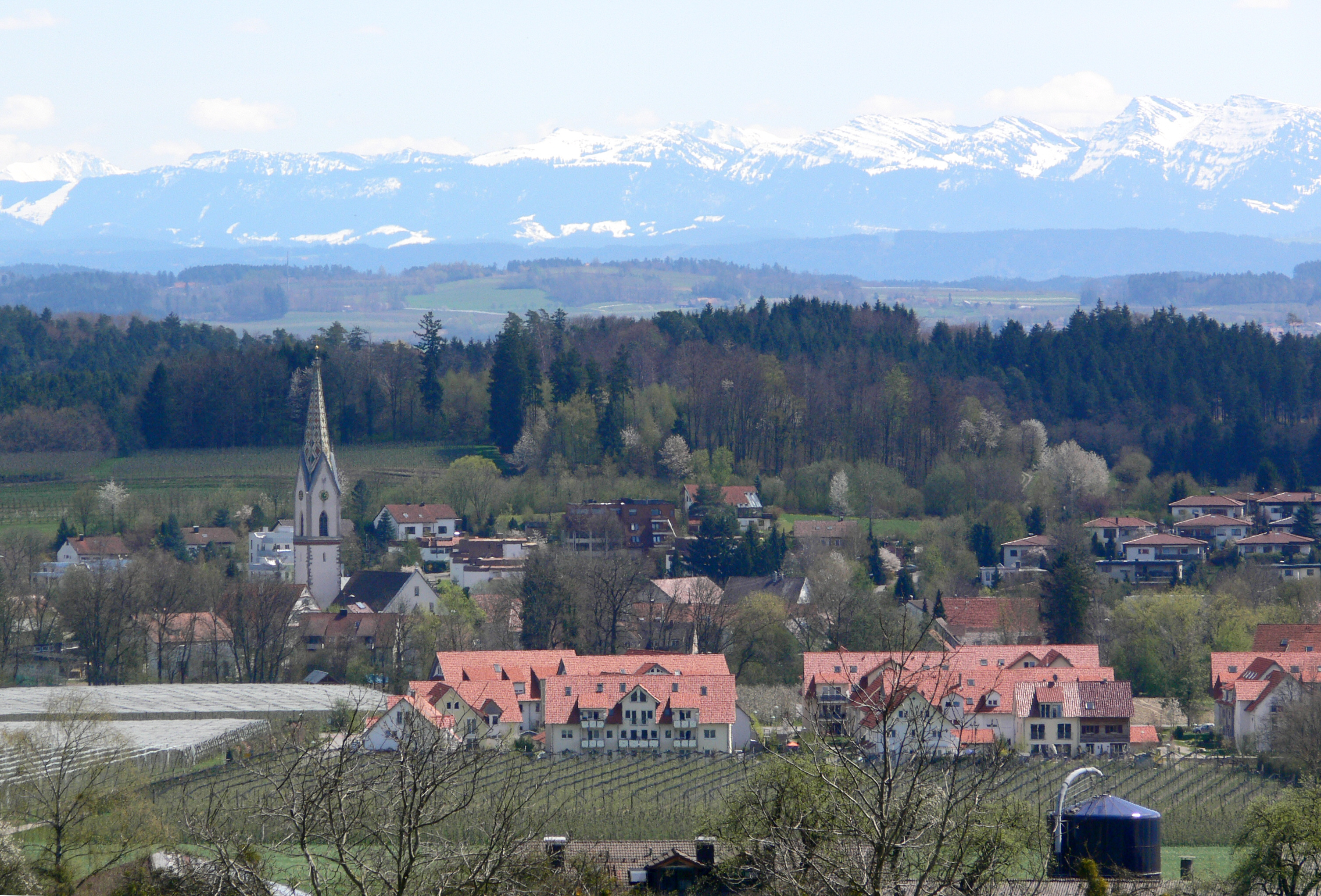
Oberteuringen

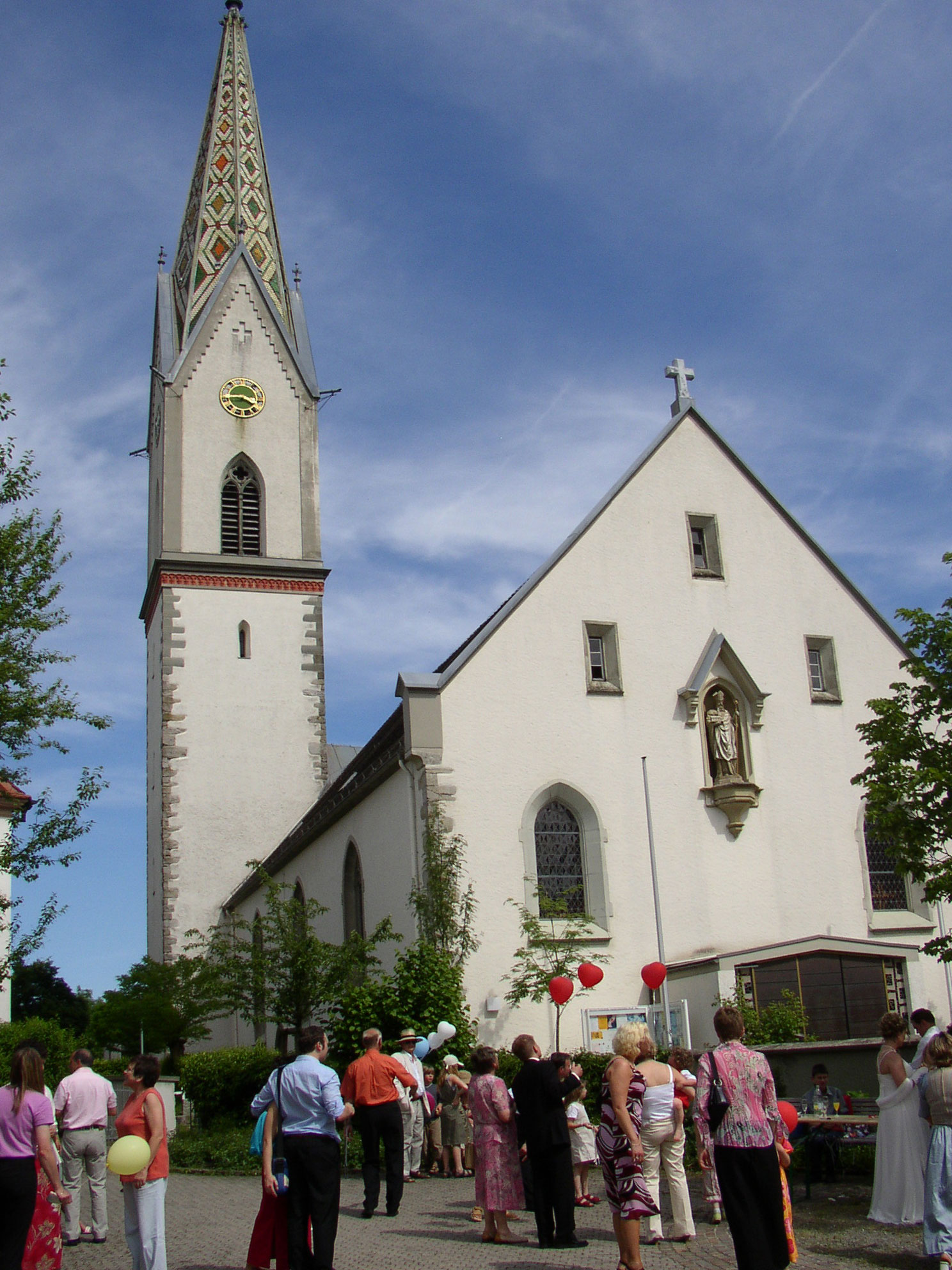
Pfarrkirche St. Martinus in Oberteuringen

Oberteuringen ist eine Gemeinde im Bodenseekreis in Baden-Württemberg in Deutschland.

## Geographie

### Lage
Die Gemeinde Oberteuringen liegt an der Rotach, zwischen Friedrichshafen, Markdorf und Ravensburg, etwa acht Kilometer nördlich des Bodensees und südöstlich des Gehrenbergs.

### Nachbargemeinden
Umgeben wird Oberteuringen von Horgenzell im Norden, Ravensburg im Nordwesten – beide im Landkreis Ravensburg, Friedrichshafen im Südwesten und Süden, Markdorf im Westen sowie Deggenhausertal im Nordwesten.

### Gemeindegliederung
Zu Oberteuringen gehören die Teilorte Bitzenhofen, Hefigkofen, Neuhaus, Rammetshofen, Unterteuringen, Bibruck, Vittenhag und Remette.

### Schutzgebiete
Im Gebiet der Gemeinde Oberteuringen sind zurzeit (Stand: 1. Mai 2009) je zwei Landschafts- und Naturschutzgebiete ausgewiesen.
- Naturschutzgebiete

Sowohl die Altweiherwiese (78,25 Hektar, NSG-Nr. 4.093) als auch das Hepbacher-Leimbacher Ried (46,5 Hektar, NSG-Nr. 4.114) sind durch das Regierungspräsidium Tübingen ausgewiesene Naturschutzgebiete.
- Landschaftsschutzgebiete

Als LSG sind das Gebiet „Altweiherwiese und Taldorfer Bach“ (76,0 Hektar, LSG-Nr. 4.35.003) sowie das „Hepbacher-Leimbacher Ried“ (66,94 Hektar, LSG-Nr. 4.35.033) ausgewiesen.

## Geschichte

### Mittelalter
Oberteuringen wurde in einer Schenkungsurkunde aus dem Jahre 752 zugunsten des Klosters St. Gallen erstmals urkundlich erwähnt. Die erste Besiedlung erfolgte aber bereits im 5. Jahrhundert durch die Alemannen.
Bis ins 12. Jahrhundert hatte das Dorf eine gewisse regionale Bedeutung als Gerichtsort. Bis 1413 gehörte das Gebiet zu den Besitztümern des Klosters zu Konstanz, anschließend zur Stadt Ravensburg. Im 16. und 17. Jahrhundert wurde das Dorf mehrfach von Raubrittern und von den Armeen des Dreißigjährigen Kriegs niedergebrannt.

### Neuzeit
1810 wurde das heutige Gemeindegebiet im Zuge der neuen Verwaltungsgliederung des Königreichs Württemberg Teil des Oberamtes Tettnang. Oberteuringen bildete zunächst mit Ettenkirch die Gemeinde Eggenweiler, wurde aber 1823 eine eigenständige Gemeinde. Bis zum Ausbruch des Ersten Weltkriegs entwickelte sich Oberteuringen zu einem landwirtschaftlichen Zentrum und wichtigen Umschlagplatz für landwirtschaftliche Produkte. 1922 wurde mit der Bahnstrecke Friedrichshafen Stadt–Oberteuringen eine Eisenbahnverbindung nach Friedrichshafen erbaut, die 1964 endgültig stillgelegt wurde.

### NS-Zeit

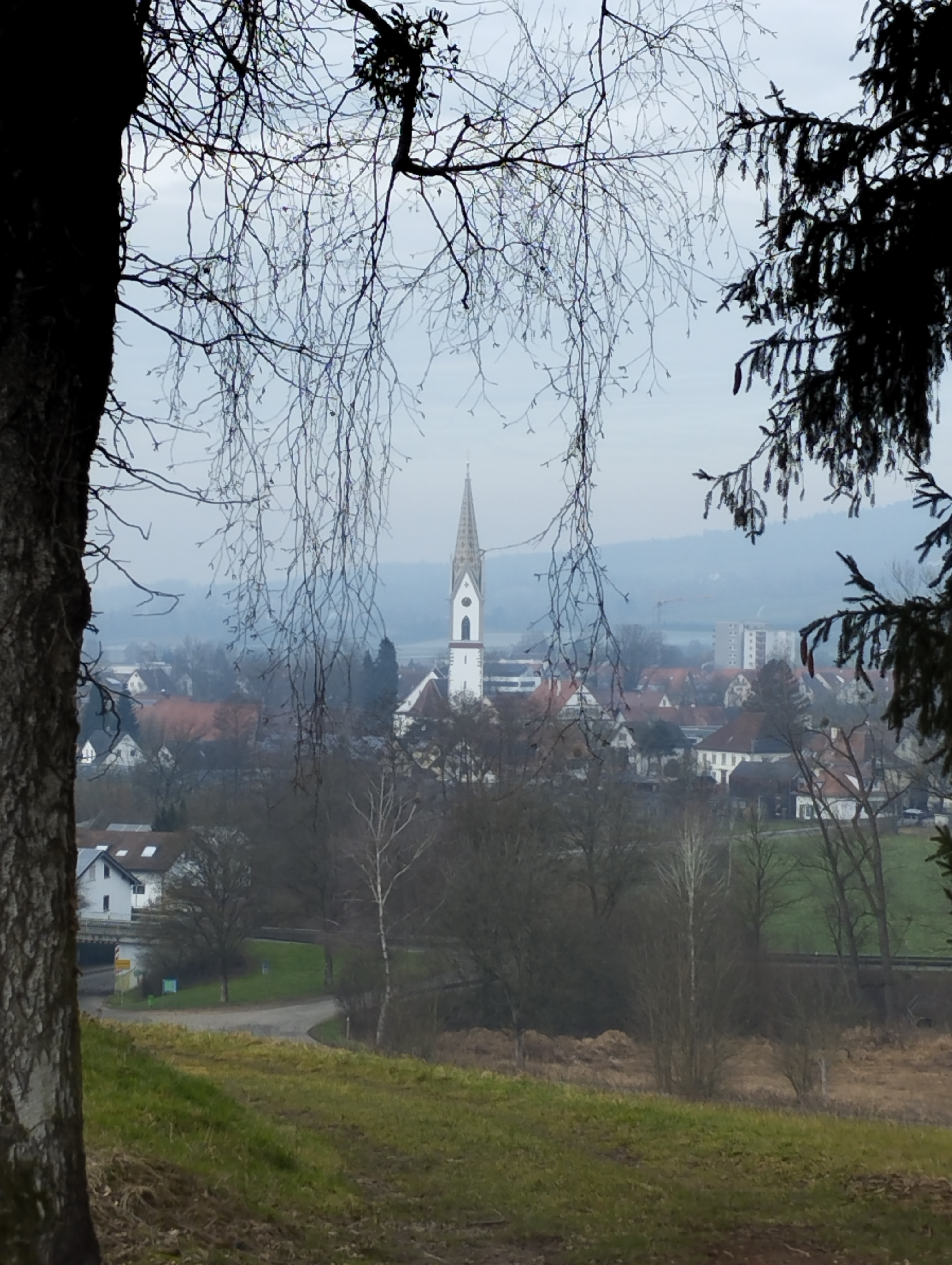
30. Mai 1941 Alexander Borowiec letzter Blick auf dem Hinrichtungsplatz

Oberteuringen, Meckenbeuren, Brochenzell, Langenargen und Madenreute waren Schauplatz einer ganzen Reihe von NS-Verbrechen und Menschenrechtsverletzungen. Unter Initiative des damaligen Bürgermeisters Ludwig Walter und dem Ortspolizisten Theodor Heilborn wurde im August 1940 in Bibruck eine junge Mutter verhaftet. Ihr wurde vorgeworfen, sich mit dem polnischen Zwangsarbeiter Alexander Borowiec eingelassen zu haben. Die Frau und der Zwangsarbeiter wurden inhaftiert. Borowiec und Josefine O. wurden mehrere Tage im Oberteuringer Arrest auch unter körperlicher Gewalt verhört. Die Exekution Borowiec’ reihte sich ein in eine ganze Reihe weitere Exekutionen in Oberteuringen, Langenargen und Ruschweiler, welche Gestapochef Friedrich Mußgay aus Stuttgart mit den jeweiligen Bürgermeistern und Ortspolizeistationen organisierte. Alle Frauen wurden nach den Morden ins KZ Ravensbrück verbracht. Am 30. Mai 1941 wurde Borowiec vor allen polnischen Zwangsarbeitern der Gemeinde und vor zahlreichen Schaulustigen im Algäuer Wäldle erhängt und zur Gerichtsmedizin Tübingen gekarrt. Die illustre Menge der Organisatoren dieser Exekutionen traf sich kurz danach im Gasthof Zur Post in Oberteuringen für einige Stunden: Zeugenaussage des Meckenbeurer Ortspolizisten Friedrich Reck vom 16. Oktober 1959 : ...Wir bekamen jeder 2 Glas Bier und 1 Paar Würste....
Die grausame Tatgeschichte wurde bislang seitens der Gemeinden weder veröffentlicht noch aufgearbeitet.

### Heute
Bei der Kreisreform während der NS-Zeit in Württemberg gelangte Oberteuringen 1938 zum Landkreis Friedrichshafen. 1945 wurde Oberteuringen Teil der Französischen Besatzungszone und kam somit zum neu gegründeten Land Württemberg-Hohenzollern, welches 1952 im Land Baden-Württemberg aufging. Durch die Kreisreform in Baden-Württemberg gelangte die Gemeinde 1973 zum Bodenseekreis.

## Demographie
Bevölkerungsentwicklung:
| Jahr | Einwohnerzahl |
| ---- | ------------- |
| 1990 | 3.671         |
| 2001 | 4.100         |
| 2011 | 4.432         |
| 2021 | 5.004         |

## Religionen
In Oberteuringen gibt es eine dem Dekanat Friedrichshafen unterstellte römisch-katholische und eine zum Kirchenbezirk Ravensburg gehörende evangelische Kirchengemeinde.

## Politik

### Gemeinderat
Der Gemeinderat in Oberteuringen besteht aus den 18 gewählten ehrenamtlichen Gemeinderäten und dem Bürgermeister als Vorsitzendem. Der Bürgermeister ist im Gemeinderat stimmberechtigt.
Die Kommunalwahl am 9. Juni 2024 führte zu folgendem Ergebnis.
| Parteien und Wählergemeinschaften | Parteien und Wählergemeinschaften           | % 2024  | Sitze 2024 | % 2019 | Sitze 2019 | Kommunalwahl 2024 %50403020100 43,59 % (−0,91 %p)37,21 % (+0,21 %p)13,65 % (+1,75 %p)5,55 % (−1,15 %p) CDUFWSPDFDP20192024 |
| CDU                               | Christlich Demokratische Union Deutschlands | 43,59   | 8          | 44,5   | 6          | Kommunalwahl 2024 %50403020100 43,59 % (−0,91 %p)37,21 % (+0,21 %p)13,65 % (+1,75 %p)5,55 % (−1,15 %p) CDUFWSPDFDP20192024 |
| FW                                | Freie Wähler Oberteuringen                  | 37,21   | 7          | 37,0   | 5          | Kommunalwahl 2024 %50403020100 43,59 % (−0,91 %p)37,21 % (+0,21 %p)13,65 % (+1,75 %p)5,55 % (−1,15 %p) CDUFWSPDFDP20192024 |
| SPD                               | Sozialdemokratische Partei Deutschlands     | 13,65   | 2          | 11,9   | 2          | Kommunalwahl 2024 %50403020100 43,59 % (−0,91 %p)37,21 % (+0,21 %p)13,65 % (+1,75 %p)5,55 % (−1,15 %p) CDUFWSPDFDP20192024 |
| FDP                               | Freie Demokratische Partei                  | 5,55    | 1          | 6,7    | 1          | Kommunalwahl 2024 %50403020100 43,59 % (−0,91 %p)37,21 % (+0,21 %p)13,65 % (+1,75 %p)5,55 % (−1,15 %p) CDUFWSPDFDP20192024 |
| gesamt                            | gesamt                                      | 100,0   | 18         | 100,0  | 14         | Kommunalwahl 2024 %50403020100 43,59 % (−0,91 %p)37,21 % (+0,21 %p)13,65 % (+1,75 %p)5,55 % (−1,15 %p) CDUFWSPDFDP20192024 |
| Wahlbeteiligung                   | Wahlbeteiligung                             | 68,70 % | 68,70 %    | 66,0 % | 66,0 %     | Kommunalwahl 2024 %50403020100 43,59 % (−0,91 %p)37,21 % (+0,21 %p)13,65 % (+1,75 %p)5,55 % (−1,15 %p) CDUFWSPDFDP20192024 |

### Bürgermeister
Im September 2017 wurde Ralf Meßmer als Bürgermeister gewählt, nachdem sein Vorgänger Karl-Heinz Beck nach vier Amtsperioden altersbedingt nicht mehr für eine weitere Amtszeit kandidieren durfte.

### Verwaltung
Oberteuringen hat sich mit der Stadt Markdorf sowie den Gemeinden Bermatingen und Deggenhausertal zu einem Gemeindeverwaltungsverband zusammengeschlossen.

### Wappen
| Wappen der Gemeinde Oberteuringen | Blasonierung: „In Blau auf einem schreitenden silbernen (weißen) Roß der silbern (weiß) gerüstete heilige Martin, mit silbernem (weißem) Schwert seinen goldenen (gelben) Mantel teilend.“ |
| Wappen der Gemeinde Oberteuringen | Wappenbegründung: Im Jahre 1930 zeigte das Schultheißenamtssiegel als nicht heraldisch aufgefasstes Stempelbild die Mantelteilung des Oberteuringer Kirchenpatrons Sankt Martin. Vor dem Zweiten Weltkrieg war diese Szene – von einer schildförmigen Rahmung umgeben – im Gemeindesiegel und Briefkopf zu sehen. 1948 wurden erstmals Wappenfarben angegeben. Vor der Verleihung des Wappens und der Flagge, die das Innenministerium am 12. April 1965 vorgenommen hat, gelang es noch, das durch die zusätzliche Darstellung eines Bettlers überladene Wappen zu vereinfachen und die Farbgebung zu verbessern. |

### Partnergemeinden
- Lohmen in Sachsen: Im Zuge der Wiedervereinigung Deutschlands knüpften die Gemeinden Lohmen und Oberteuringen im Jahre 1990 erste Kontakte, aus denen sich rasch eine intensive und freundschaftliche Partnerschaft entwickelte. Lohmen liegt am Rande der Tourismusregion Sächsische Schweiz.
- Tübach im Kanton St. Gallen in der Schweiz: Seit dem Jahre 1997 bestehen freundschaftliche Verbindungen zwischen den Gemeinden Tübach und Oberteuringen.

## Wirtschaft und Infrastruktur
Bis nach dem Zweiten Weltkrieg war die Landwirtschaft vorherrschend. Zwischenzeitlich prägen mittelständische Gewerbebetriebe, Handwerk und Einzelhandel sowie touristische Familienbetriebe die wirtschaftliche Struktur der Gemeinde. Die verbliebenen landwirtschaftlichen Betriebe haben sich auf Obstbau spezialisiert und vermarkten ihre Produkte zusammen mit den Obstbaubetrieben der Bodenseeregion unter dem Label „Obst vom Bodensee“.
Die Energieversorgung erfolgt durch das Regionalwerk Bodensee.

### Verkehr
Die Ortsteile Neuhaus und Hefigkofen liegen an der stark befahrenen Bundesstraße 33, die Ravensburg mit Meersburg verbindet.

#### Öffentlicher Nahverkehr
Oberteuringen gehört dem Bodensee-Oberschwaben Verkehrsverbund (bodo) an und wird durch eine Linie des Stadtverkehrs ganztägig im Taktverkehr mit Friedrichshafen verbunden.
Zudem hält hier die stündlich verkehrende Buslinie Ravensburg–Konstanz, welche die Fährverbindung ab Meersburg nutzt.
Von 1920 bis 1960 existierte die Bahnstrecke Friedrichshafen Stadt–Oberteuringen.

#### Radverkehr
Durch Oberteuringen führt der Oberschwaben-Allgäu-Radweg. Er ist eine Rundstrecke über Ulm und Tettnang. Er verbindet Oberteuringen über Meckenbeuren mit Tettnang und in der anderen Richtung mit Markdorf.

#### Wanderwege
Durch das Gemeindegebiet verlaufen der von Brochenzell kommende Oberschwäbische Jakobsweg und die dritte Etappe des Jubiläumswegs, ein 111 Kilometer langer Wanderweg, der 1998 zum 25-jährigen Bestehen des Bodenseekreises ausgeschildert wurde. Er führt auf sechs Abschnitten durch das Hinterland des Bodensees von Kressbronn über Neukirch, Meckenbeuren, Markdorf, Heiligenberg und Owingen nach Überlingen.
Im Gebiet „Rotachpark“ sind elf weitere Wanderwege mit Längen zwischen rund drei und dreizehn Kilometern ausgeschildert.

### Bildungseinrichtungen
Oberteuringen verfügt über eine eigene Grundschule sowie zwei kommunale und einen katholischen Kindergarten.

## Kultur und Sehenswürdigkeiten

### Kulturhaus Mühle

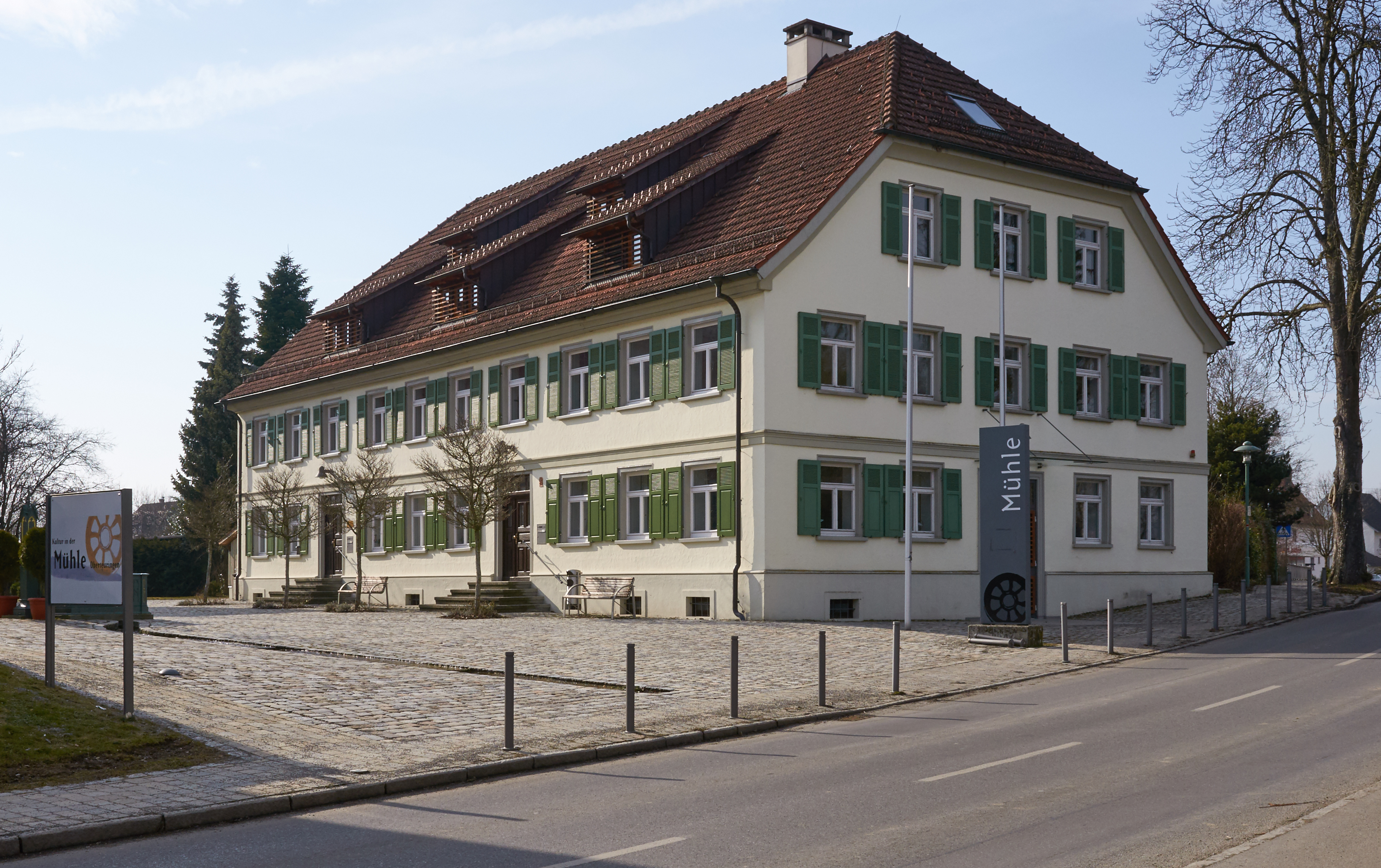
Kulturhaus Mühle

Nach einer umfangreichen Sanierung wurde 2002 in einer 500 Jahre alten Mühle das Kulturhaus Mühle eröffnet, in dem Konzerte, Kleinkunst, Ausstellungen und andere Veranstaltungen angeboten werden.

### Regelmäßige Veranstaltungen

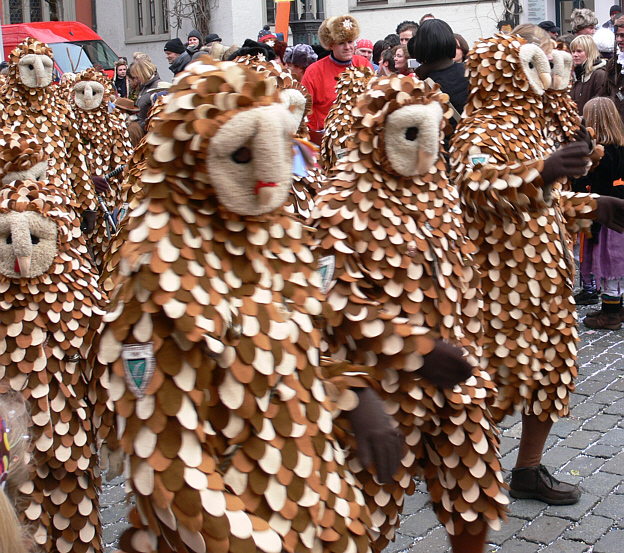
„Gehrenbergeulen“ der Narrenzunft Bitzenhofen-Oberteuringen

- Schwäbisch-alemannische Fasnet mit der „Narrenzunft Teuringer Johle“, der „Narrenzunft Bitzenhofen-Oberteuringen“ und der „Narrenzunft Hefigkofen“
- Blütenfest, rund um den 1. Mai jeden Jahres
- Deutscher Mühlentag an der Ziegelmühle, am Pfingstmontag jeden Jahres
- Teuringer Sonntag; Dorffest, meist am ersten Juliwochenende
- Floriansfest; Feuerwehrfest am letzten Wochenende im August jedes Jahres

### Vereine
Die Gemeinde hat einen eigenen Musikverein, welcher seit 1832 besteht. Er setzt sich zusammen aus Jugend- und Trachtenkapelle und bietet in Zusammenarbeit mit Markdorf eine Musikschule an. Auf der Homepage des Vereins findet sich eine ausführliche Chronik sowie Informationen über Aktivitäten und Termine.

## Söhne und Töchter der Gemeinde
- Eitelhans Ziegelmüller (15.–16. Jahrhundert), Bauernführer im Deutschen Bauernkrieg
- Paul Ott (1903–1991), Orgelbauer